# Warda al-Jazairia
Warda Ftouki, dite Warda ou Ouarda (arabe : وردة), et surnommée Warda El-Djazaïria (arabe : وردة الجزائرية, « Warda l'algérienne »), est une chanteuse algéro-libanaise[réf. nécessaire] née le 22 juillet 1939 à Paris et décédée le 17 mai 2012 au Caire (Égypte).
Warda fait ses débuts à Paris. Après le déclenchement de la guerre d'Algérie, sa carrière se poursuit au Liban, puis en Égypte. 
À l'indépendance, elle se marie et interrompt sa carrière jusqu'en 1972, année de son divorce. Elle s'installe alors en Égypte et collabore avec les plus grands auteurs et compositeurs du monde arabe.
Connue pour ses chansons sentimentales et ses chants patriotiques, son répertoire compte plus de 300 chansons. Après avoir vendu des dizaines de millions d'albums, elle est considérée comme une « diva » de la chanson arabe.

## Biographie

### Jeunesse
Warda Ftouki naît le 22 juillet 1939 à Paris d'un père algérien, Mohammed Ftouki, originaire de Souk Ahras, et d'une mère libanaise. Elle est la cadette de leurs cinq enfants. Warda commence à chanter durant les années 1950. Elle fait ses débuts dans l'établissement de son père, le Tam-Tam,. Situé rue Saint-Séverin, dans le quartier latin, il accueille de nombreuses vedettes de la chanson arabe, comme Safia Chamia et Farid El Atrache.

### Les débuts
À l'âge de 11 ans, Warda chante dans l'émission de l'animateur Ahmed Hachlaf diffusée sur Paris Inter,. Elle enregistre son premier disque pour Pathé-Marconi. En 1956, après le déclenchement de la guerre d'Algérie, des armes destinées au FLN sont découvertes par la police dans le cabaret de son père. L'établissement est fermé et la famille expulsée. Sa mère meurt avant leur arrivée à Hamra, un quartier de la capitale libanaise réputé pour sa vie nocturne. Warda chante dans les cabarets de Beyrouth. En 1959, dans un casino de Aley, elle fait la connaissance du compositeur Mohammed Abdel Wahab, qui lui apprend le chant classique et adapte à son intention Bi-omri kullo habbitak, qassida du poète Ahmed Chawqi. Gamal Abdel Nasser lui propose d'interpréter Al watan al akbar (ar), une chanson de Mohammed Abdel Wahab écrite pour un opéra panarabe,. Warda l'enregistre aux côtés d'autres chanteurs comme Abdel Halim Hafez et Fayza Ahmed,. Le réalisateur égyptien de comédies musicales Helmi Rafla lui fait signer un contrat, et la chanteuse poursuit une carrière musicale et cinématographique en Égypte,. Elle apparaît dans deux films de Rafla, Almaz wa 'Abdou al-Hâmoulî et Amîrat al-'arab,.

### Interruption de carrière
Le père de Warda meurt en 1961. Après l'indépendance, elle se rend pour la première fois en Algérie et épouse un officier, qui lui interdit de chanter. Warda abandonne la musique durant une dizaine d'années et éleve leur fille Widad et leur fils Riyad, qui doit son nom au compositeur Riadh Sombati.

### Retour à la chanson
En 1972, à la demande du président Houari Boumédiène, elle prend part à la commémoration du 10e anniversaire de l'indépendance du pays en se produisant à Alger avec un orchestre égyptien,. Warda décide de reprendre sa carrière, elle et son mari divorcent par consentement mutuel. Elle retourne définitivement en Égypte où elle épouse le compositeur Baligh Hamdi. La chanteuse jouit d'une grande popularité et a l'occasion de travailler avec les plus grands compositeurs arabes, comme Hilmi Bakr, Riadh Sombati, Mohammed Abdel Wahab,, Mohammed Al-Mougui ou  Sayed Mekawi. Le président Anouar el-Sadate lui interdit de se produire dans le pays, à cause d'une chanson de son répertoire, El Ghala Yenzad, faisant l’éloge du leader libyen Mouammar Kadhafi. L'interdiction est levée grâce à l'intervention de son épouse Jihane el-Sadate. En 1979, Warda retourne en France pour donner un récital à l'Olympia.

### Depuis les années 1990
En 1990, Warda divorce de son second mari, qui meurt à Paris trois ans plus tard. Sa carrière connaît une eclipse alors que de nouveaux styles musicaux apparaissent. La chanteuse fait un retour au premier plan en interprétant des titres du compositeur Salah Charnoubi, comme Haramt Ahibek, Betwenes Bik et Ya khsara. Elle connaît ensuite des problèmes de santé, qui l'éloignent de la scène. En 1996, elle subit une opération du cœur, puis une greffe du foie au début des années 2000,. En 1999, la compilation Nagham el hawa retrace sa carrière. Son dernier album studio est enregistré en 2001.
Warda retourne au Liban durant les années 2000 pour se produire au festival international de Baalbek. Elle y chante en 2005, puis en 2008, et attire près de 3 000 spectateurs,. La même année, elle se rend en Algérie et donne des concerts à Djemila, à l'occasion du 4e festival international, et au théâtre du Casif de Sidi-Fredj,. En 2009, Warda participe à la soirée d'inauguration du 2e Festival panafricain d'Alger. Elle se produit également au Maroc, durant la 8e édition du festival Mawazine, où elle chante devant 30 000 personnes. L'un de ses derniers concerts a lieu au Liban en septembre 2011. Warda meurt le 17 mai 2012 au Caire, où elle réside, à la suite d'un arrêt cardiaque survenu durant son sommeil. Son corps est rapatrié à Alger et la chanteuse est enterrée le 19 mai dans le « carré des martyrs » du Cimetière d'El Alia,.

### Après sa mort
Le clip de la chanson Eyyam, réalisé par Mounes Khammar, est présenté à la presse en mai 2013. Le tournage de la vidéo a été interrompu par la mort de l'artiste. Les séquences mettant en scène la chanteuse disparue sont réalisées grâce à un procédé d'animation, la rotoscopie. La chanson du compositeur Bilal Zain et du parolier Mounir Bou Assaf, chantée en dialecte libanais, a été enregistrée en 2009.

## Style musical et postérité
Le musicologue Daniel Caux considère que Warda possède toutes les qualités nécessaires à une chanteuse du monde arabe, il souligne notamment la justesse de son intonation, son sens du rythme et sa maîtrise des nuances, qui enrichit son chant. Selon Caux, Warda réussit à conjuguer puissance et délicatesse.
Warda, surnommée « la rose algérienne », est l'une des rares chanteuses renommées dans tout le monde arabe, du Maghreb au Machrek. Elle est considérée comme une « diva » de la chanson arabe, au même titre qu'Oum Kalthoum, Sabah ou Fairuz,. Son répertoire comprend plus de 300 chansons. Durant sa carrière, Warda a vendu plusieurs dizaines de millions d'albums.

## Engagement politique
La première chanson enregistrée par Warda, durant les années 1950, est un chant patriotique algérien. Par la suite, elle interprète des chansons célébrant le combat puis l'indépendance de l'Algérie, comme Saïdouna Ila El Djibal, Min baide (De loin), Aid El Karama (La Fête de la dignité), Soummam ou encore Biladi Ouhibouki. Avant sa mort, la chanteuse tourne un vidéo-clip, intitulé Mazal wakfin (Nous sommes toujours debout), célébrant le cinquantenaire de l'indépendance,,.

## Distinctions
En novembre 2004, à l'occasion du cinquantenaire de la Révolution, Warda reçoit la médaille El-Athir de l'ordre du Mérite national. En 2009, la chanteuse est faite commandeur de l'ordre marocain du Ouissam alaouite sur instruction du roi Mohammed VI et le wali de Rabat lui remet les clés de la ville. En 2012, la chanteuse est nommée par le président Nicolas Sarkozy au grade de chevalier de l'ordre des Arts et des Lettres. En 2021, la chanteuse fait partie de la liste des 318 Héros de la Diversité nommés par le gouvernement du président Emmanuel Macron. La chanteuse fait alors partie des quelque 251 hommes et 67 femmes, représentatifs des « diversités territoriales », qui inspireront peut-être de futurs noms de rues ou de bâtiments publics en France.

## Hommages
- Le 10 mars 2018, la chanteuse marocaine Sanaa Moulali et l'Ensemble Mazzika à Paris ont rendu hommage à Warda lors d’un concert au Cabaret Sauvage.
- Le 30 novembre 2019, un concert en hommage à Warda est organisé par l'Ensemble Mazzika et la chanteuse libanaise Ranine Chaar au Bataclan.
- En 2021, elle est l'une des personnalités présentées dans l'exposition « Divas. D'Oum Kalthoum à Dalida » à l'Institut du monde arabe (Paris)[29].
- Hajar ben boukaker lui consacre un chapitre dans son livre Barbes Blues qui retrace des histoires oubliées de diaspora dans la capitale française Paris

## Décorations
- Athir de l'ordre du Mérite national d'Algérie.

## Discographie
Top titres :
- 1. Batwanes Beek
- 2. Haramt Ahebak
- 3. Malet Men Elghorba
- 4. Benkhaf M Elaayen

### Album
- 2001 : Law Mehtagly: Ana Leya Meen Gherak (Alam El Phan)
- Écouter les albums de Warda

### Compilation
- 1999 : Nagham el hawa (EMI Arabia)

## Filmographie
Warda a joué dans plusieurs productions pour le cinéma et la télévision, :

### Cinéma
- 1962 : Almaz wa Abdou Alhamoli (ألمظ وعبده الحامولي) avec Adel Mamoun
- 1963 : Amirat Al Arab (أميرة العرب)
- 1973 : Sout Al Hob (La Voix de l'amour) avec Hassan Yousef
- 1974 : Hekayti maa al-Zaman ( حكايتي مع الزمان) avec Rushdie Abaza
- 1977 : Ah ya leil ya zaman
- 1993 : Lih Ya Donia

### Télévision
- 1979 : Awraq el Ward (أوراق الورد, Pétales de roses) avec Omar al-Hariri
- 2006 : Han al Awan (آن الأوان, Le Temps est venu) de Youssef Maati, réalisé par Ahmad Sakr